# كولونيا (عطر)
الكولونيا هو ماء أو عطر يُنسب إلى مدينة كولونيا الألمانية، الكولونيا مصنوع من مزيج من الزيوت الأساسية والماء والكحول مع تركيز للأساس بنسبة 5% وكحول بنسبة 70 إلى 90% وعادة ما تتضمن زيوت أساسية من الحمضيات والنيرولي والخزامى والزعتر وأوراق البرتقال والياسمين وأحيانًا التبغ.

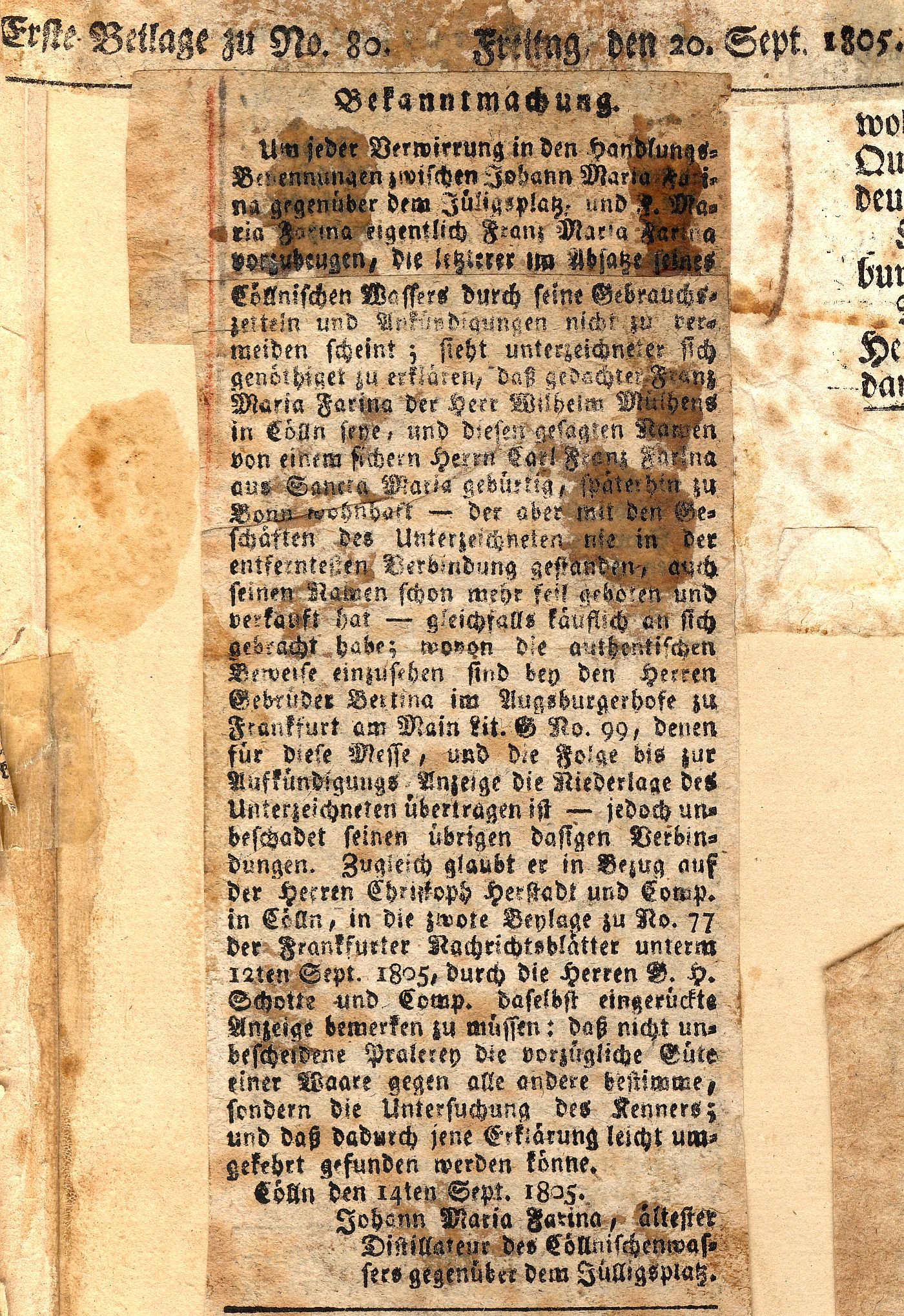
نشرة فارينا في ما يتعلق Mühlens، وصحائف أخبار فرانكفورت، 20 سبتمبر 1805

## التاريخ
يعود تاريخ ماء الكولونيا الشهير، أو ما يعرف بعطر الكولونيا إلى بداية القرن الثامن عشر. في حينها كانت مدينة كولونيا الألمانية من أكبر العواصم الأوروبية وتعيش نهضة صناعية وتجارية لا مثيل لها. وبمثل ما ارتبط اسم مدينة كولونيا باسم الكولونيا أو العكس صحيح، أقترن ماء الكولونيا بمخترع هذا العطر وهو يوهان ماريا فيرينا الذي جاءت أسرته من إيطاليا لتستقر في مدينة كولونيا وتمارس فيها التجارة، حيث أقامت في أحد أحيائها التجارية محلًا تجاريًا تحول فيما بعد إلى شركة تحمل اسم العائلة، عائلة فيرينا، وذلك في عام 1709م.
وقام آنذاك العطار يوهان ماريا فيرينا بتولي جانب العطور في شركة العائلة، حيث حمل معه من إيطاليا فن صناعة العطور التي تميزت بها عائلته. وأطلق على ماء العطر الذي كان يصنعه فيرينا أو-دي-كولونيا (FARINA EAU DE COLOGNE) تكريمًا لوطنه الجديد كولونيا. وهو الماء الذي أخذ فيما بعد شهرة عالمية ولا زال يحمل حتى اليوم اسم الكولونيا وإن تنوعت أشكاله وتغيرت وصفاته وخلطاته بمرور الزمن. ويوجد حاليًا متحفًا في مدينة كولونيا يضم ما تبقى من هذه العائلة وطرق وأدوات صنع ماء الكولونيا. لقد كان فيرينا فيلسوفًا في مجال تخصصه، فقد وصف العطر الذي ابتكره وهو لا يعلم أنه سيدخل به مع مدينة كولونيا التاريخ قائلًا «لقد وجدت عطرًا يذكرني بعليل صباح يوم ربيعي جميل في إيطاليا وبرائحة النرجس الجبلي والبرتقال بعد المطر. هذه الرائحة تنعشني وتقوي لدي الحواس والخيال».
لم يكن فيرينا مجرد تاجر روائح وعطور، بل كان عالماً وحكيماً في هذا المجال شأنه شأن العطارين الذين كانوا يجيدون فن وعلم العطارة في آن واحد.

## ماء الملوك والقياصرة
انتشرت رائحة ماء الكولونيا وسمعته بسرعة بسبب نقائه وجودته، لاسيما في أوساط الطبقات الغنية والنبلاء ليس في أوروبا فحسب، بل في العالم بأسره. وكان استعمال ماء الكولونيا مدعاة للتفاخر الاجتماعي ودليلًا على الغنى. وكانت قنينات ماء الكولونيا تخرج من مصنع عائلة فيرينا في مدينة كولونيا لتذهب إلى صالونات وقصور الأغنياء والقياصرة والأمراء في أوروبا، مثل قيصر النمسا وملكة بريطانيا وشاه إيران.

## متحف العطور في كولونيا
لا زالت الكتب والمخطوطات التي خلفها العطار الإيطالي والموجودة في متحف عائلة فيرينا في كولونيا شاهدة ليس فقط على إتقانه لحرفته، بل على فلسفته وذوقه الرفيع والمرهف للروائح والعطور.

## كولونيا ماركة 4711
شجع النجاح الذي حققه على التوسع في صناعة العطور، بحيث ظهر عام 1792 نوعًا جديدًا من ماء كولونيا يحمل ماركة «4711 ماء كولونيا الأصلي» وهو رقم المنزل الذي كانت فيه الشركة التي صنعت هذه الماركة وهي شركة مولهينز التي انحدرت من شركة فيرينا. ويشهد هذا الرقم على الاحتلال الفرنسي للمدينة والذي قام لأول مرة في تاريخ المدينة بترقيم المنازل. ومع دخول المستحضرات الكيميائية وتطور وسائل صنع العطورات تراجعت أهمية وسمعة ماء الكولونيا وتم بيع الشركة في نهاية الأمر إلى شركة أمريكية للمنظفات عام 2004.
ومع أن ماء أو عطر أو زيت الكولونيا ما زال موجودًا في الأسواق وما زال هذا العطر الكلاسيكي معروفًا لدى الكثيرين حتى أن البعض يطلق على كل أنواع العطور اسم الكولونيا، إلا أن العطور الحديثة طغت على ماء الكولونيا التي تراجعت إلى الخلف، كما أن العطار عمومًا أضحى جزء من التاريخ ولم يعد بمقدوره إصلاح ما أفسده الدهر، كما يقول المثل العربي الشهير! 

## في المنطقة العربية
في مصر برز عطر كولونيا 555 في نهاية الاربعينات والذي ابتكره رجل من قرية شبراويش اسمه حمزة الشبراويشي والذي نزح للقاهرة واسس مصنعا لصناعة العطور والذي تم تأميمه فيما بعد على يد جمال عبدالناصر بعد ثورة يوليو 1952
وقد ذاع صيت هذا العطر في تلك الفترة و تم تصديره الى دول عربية ثم اختفى لفترة الى أن عاد للواجهة في أزمة كورونا بإعتباره عطر ومعقم في نفس الوقت لإحتواءه على الكحول الطبي